# Битва під Пщиною
Битва під Пщиною (пол. Bitwa Pszczyńska) покликається до низки битв між 1 і 2 вересня 1939 року між біля міста Пщина під час вдирання в Польщу німців. Після початкової рішучої перемоги польських сил 1 вересня 1939 прийшла руйнівна поразка наступного дня біля Цьвікліце, причиною якої був значний тактичний прорахунок польського військового командування, що спричинила завчасний відступ усієї армії «Краків» з Верхньої Сілезії.

## Тло
Битва відбулась уздовж захисного поясу 20 км завширшки і 70 км завдовжки, на заході простягнутого до польсько-німецького кордону і на сході до рік Пшемши і Соли. Рибницький і Кобйорський ліси складали північний бік периметру поля битви, а на півдні річка Вісла разом з правою притокою Одра, річкою Пйотрувкою, надавали природній захист. У 1929-33, як частину стратегічного плану з убезпечення національного кордону навколо Центрального індустріального регіону, Польща побудувала захисну смугу близько 22 кілометрів завдовжки. Вартість спорудження становила 300 тис. злотих, це включало сховища зайняті 23-ю Сілезькою піхотною дивізією. У 1936-37 для підтримки військ було побудовано два нові мости через річки Віслу і Chochułka біля Ґочалковіце і Пщини, а на дорогах постачання  наприкінці 1930-х поклали асфальт. Загалом, на той час здавалась, що захисна смуга достатня, щоб зупинити танкову атаку. Тактичною помилкою польського командування було припущення, що напад німецької 5-ї танкової дивізії потребуватиме підтримки піхоти ззаду.

## Огляд

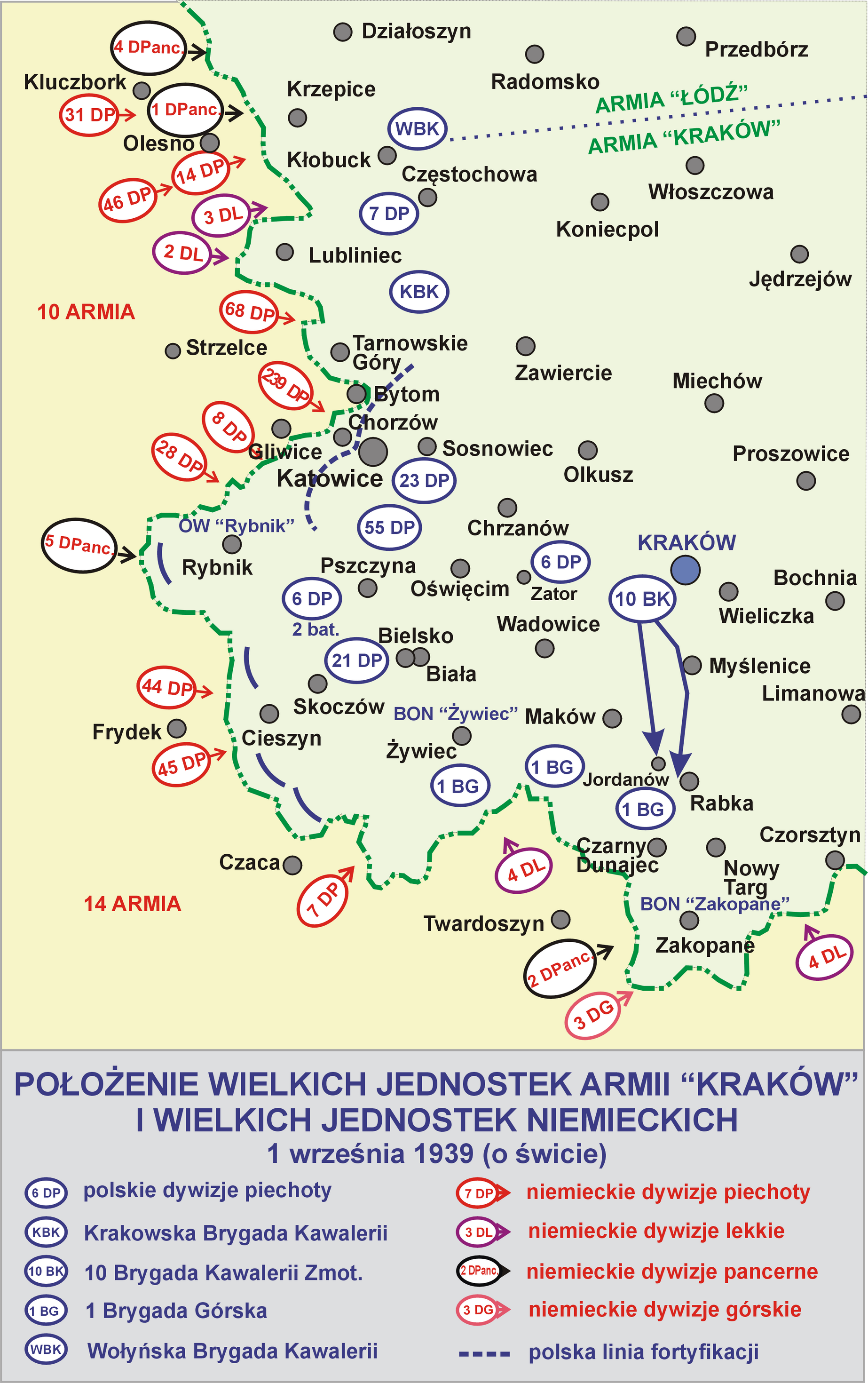
Позиції польських і німецьких військ перед битвою.

Битву можна поділити на чотири етапи:
- 1 вересня: успішна оборона поляків на зовнішніх позиціях біля сіл Бжезьце і Вісла-Велика.
- 2 вересня, ранок: захист поляками головних позицій біля Пщини.
- 2 вересня, післяобід: битва біля Цьвіклиці.
- 3-4 вересня: успішне розділення і відступ поляків, однак, заплатили вони за це дорого (польський відступ був успішним головно завдяки контратаці для відвертання уваги на Цьвіклиці проведеній двома батальйонами 16-го піхотного полку, яка дала час іншим підрозділам перегрупуватись і відступити).

На другий день польські війська зазнали поразки і були змушені відступити. Головною причиною їхньої поразки (окрім значної матеріально-технічної і кількісної переваги німців) було те, що польські очільники неправильно передбачили напрямок німецького наступу на 2 вересня. Як наслідок, увесь польський план оборони провалився, бо стало неможливим задіяти величезну пастку (відому як «велика торба») для німецьких танків, яку вони приготували. Ця пастка була слабка на посередині, але сильна по боках — зі значними артилерійськими силами, які мали допомагати атакувати цілі, що увійшли в «торбу». Також, надлишкова самовпевненість після значних успіхів першого дня (особливо лютої, кількагодинної битви, яка використовувала пастку «велика торба» поблизу села Бжезьце) зробила внесок у поразку поляків.
Через свою впевненість, польські командири вирішили зробити «велику торбу» мілкішою — що робило її менш гнучкою, і польські позиції ставало простіше зруйнувати у разі невдалої оборони (як воно й сталось) — з іншого боку — якщо б оборона була успішною (чого сталось, бо німецька атака мала неочікуваний напрямок і сила головної атаки була смертельна), то мілка «торба» була б дієвішою, бо німецьку атаку можна було б зупинити раніше і з більшими втратами для німців завдяки більшому зосередженню вогневих засобів.
Поразка біля Пщини (яка також спричинила втрату значної частини дивізійної артилерії) примусила польське верховне командування відвести увесь фронт і поступитись німцям теренами Верхньої Сілезії.